# مایکل شولتز
مایکل شولتز (انگلیسی: Michael Schultz؛ زادهٔ ۱۰ نوامبر ۱۹۳۸) کارگردان و تهیه‌کننده آمریکایی تئاتر، سینما و تلویزیون آمریکایی است. 
از فیلم‌های او در مقام کارگردان می‌توان به کارواش (۱۹۷۶)، گروه کلوپ بی‌کسان گروهبان فلفل (۱۹۷۸)، شکار لاشخور (۱۹۷۹)، رونوشت کاربنی (۱۹۸۱)، آخرین اژدها (۱۹۸۵)، تارزان در منهتن (۱۹۸۹) و زن تو آزاد شدی (۲۰۰۴) اشاره نمود.

## اوایل زندگی
شولتز در میلواکی، ویسکانسین، متولد شد. او پسر کاترین فرانسیس لزلی (1917-1995)، کارگر کارخانه، و لئو آلبرت شولتز (1913-2001)، یک فروشنده بیمه، آلمانی آمریکایی به دنیا آمد. پدر و مادرش اندکی قبل از تولدش در آیووا ازدواج کردند که هر دو در مجوز ازدواجشان سیاه پوست بودند. شغل آقای شولتز در زمان ازدواجش به عنوان یک نوازنده ذکر شده بود.